# Ernst Jean-Joseph
Ernst Jean-Joseph (11. června 1948, Cap-Haïtien – 14. srpna 2020) byl haitský fotbalový obránce.

## Fotbalová kariéra
Byl členem haitské reprezentace na Mistrovství světa ve fotbale 1974, nastoupil v utkání proti Itálii. Po utkání s Itálií měl pozitivní test na fenmetrazin a je prvním fotbalistou v historii mistrovství světa, který měl pozitivní dopingový test. Za reprezentaci Haiti nastoupil v letech 1972–1980 ve 14 utkáních. Na klubové úrovni hrál na Haiti za Violette AC a AS Capoise a v USA za tým Chicago Sting.